# Moravanské lúky
Moravanské lúky jsou přírodní rezervace v okrese Hodonín severně od obce Moravany a jihovýchodně od města Koryčany. Jedná se o komplex podmáčených chřibských lesních luk rozkládající se na severních svazích kopce Bradlo. Důvodem ochrany je výskyt chráněných a ohrožených druhů rostlin včetně několika z čeledi vstavačovité.